# 名倉潤
名倉 潤（なぐら じゅん、1968年〈昭和43年〉11月4日 - ）は、日本のお笑いタレント、司会者、実業家、俳優。お笑いトリオ・ネプチューンのリーダー及びツッコミ担当。愛称は、潤ちゃん、リーダーなど。ワタナベエンターテインメント所属。妻はおニャン子クラブの元メンバーでタレントの渡辺満里奈。

## 略歴
兵庫県姫路市出身。姫路市立大津小学校、姫路市立広畑中学校、市川高等学校を卒業。男4人兄弟の末子で、長兄は7歳年上。
1986年に芸能活動を開始。当初は俳優志望だったが、3年後の1989年にお笑いに転向。渡辺勝彦と「ジュンカッツ」としてコンビを組み、ツッコミを担当した。駆け出しの頃はバラエティ番組に出演するほか、『東京フレンドパーク』で前説を務めるなど下積みを重ねた。
「ジュンカッツ」の解散ならびに渡辺の引退後はピン芸人として活動し、仕事も激減していたところ、ボケのみでツッコミ担当が不在だった後輩のコンビ芸人「フローレンス」（堀内健・原田泰造）に「ツッコミをやってほしい」と持ちかけられ、1993年に「ネプチューン」を結成し、トリオとして芸人活動を再始動した。堀内と泰造は名倉よりも後輩かつ年齢も下だが、すぐにタメ口で話しかけてくるようになったという。
爆笑問題の太田光とはデビュー当時から仲が良く、太田のことを「ぴーちゃん」と呼んでいる。
2005年4月5日に、『銭形金太郎』で共演していたタレントでおニャン子クラブの元メンバーである渡辺満里奈との結婚を発表。10月に関係者のみで行われた結婚披露宴では、堀内、泰造が祝辞でこれまでのネプチューンでの苦労話をし、それを聞いていた名倉が号泣したという。なお、名倉はネプチューンの中では泰造に次いで2人目の既婚者となった。
2007年12月9日、第一子となる男児が誕生。2010年6月24日には第二子となる女児が誕生。
2010年11月19日、中目黒にプロデュース店「ステーキなぐら」を開店（2023年5月14日閉店）。
2018年6月末に頚椎(首)椎間板ヘルニアの手術を受け、7月10日より2週間休養。7月20日に復帰。
2019年8月1日、前年6月末に行なった頚椎椎間板ヘルニア手術の術後ストレスにより発症したうつ病のリハビリに伴い、同日より2か月間の休養に入ることが発表された。この間はレギュラー番組の収録を欠席し、10月11日に『じっくり聞いタロウ〜スター近況（秘）報告〜』（テレビ東京）の収録から仕事復帰。

## 芸風
- ネプチューンでのツッコミの経験は単独の時にも活かされ、タモリ、さんま、ウッチャンナンチャンなどの大物芸人の悪ふざけにも、臆することなくツッコむ。爆笑問題の太田光からは「関西一のツッコミ」と評されている。
- しゃべくり007では関西の漫才師風なキャラになることがあり、「かまへんかまへん！」や「名倉やないかい！」などのギャグも同番組から登場した。
- ネプチューンでの番組出演時の仕切りの良さが買われ、明石家さんま・浜田雅功らと同様に単独でレギュラー・単発のバラエティ番組の司会者として活動する機会も多くなっている。
- モノマネも得意で、マイケル・ジャクソンなど多彩なレパートリーがある。
- ピンで行うトークライブ『名倉の舌』を数ヶ月に1回開催している。
- 『ネプリーグ』の女子アナSPではフリーアナウンサーナグラット潤子として解答者となっている。

## 人物

### 容姿
本人はハーフではないが、顔つきや体格から「実は日本人ではなくタイ人」とネタにされることを認めている。タイ人ネームとして「ナパ・キャットワンチャイ」（元プロボクサー）をもじった、「ナパ・チャット・ワンチャイ」と称される。後輩のイモトアヤコからはラオスの人に似ていると言われている。妻の渡辺満里奈は、名倉と結婚を決意してその旨を両親に伝えた際に母親に「あの方（名倉）は、タイの方でしょう？国際結婚になるけどいいの？」と言われたエピソードを語っている（後に、母親のブラックジョークだったことが分かり笑い話にしているという）。2013年11月から12月にかけて、タイ国政府商務省国際貿易振興局が主催した『TRY!THAI SELECTキャンペーン』の『タイ・セレクト』広報大使に就任した際の記者会見では「俺しかいないでしょ。芸能界で。他の人がやったら腹立つ」と発言、名倉を広報大使に起用したタイ国政府貿易センターの責任者も「大使としてふさわしい方で、私達にもタイ人らしく見える」と絶賛していた。
爆笑問題のバク天!の企画で、現地のカンボジア人は無料で入場でき外国人は入場料を払う必要があるアンコール・ワットへ行き、警備員の目視確認を突破できるのかを検証した際には、警備員に止められなかった（その後、日本人だと説明して料金も払っている)。

### 家族
- 妻の渡辺満里奈とは「芸人としては面白くない答えだけど、全くケンカしない」というほど仲が良い。一度だけ料理が食べられないほどではないが味が濃く、子供に食べさせるには不安だったため、素直に「不味い」と伝えると、渡辺は怒らず「美味しくないね」と笑顔で食し、数日後に同じ料理を作り「今度は美味しく出来たよ!」と改善する努力を見せたり、家では仕事の話は一切しないなどがあり、名倉は「（夫婦ゲンカをしないのは）嫁さんがすごいんやと思う」と妻の満里奈を尊敬している。
- おニャン子クラブが流行していた当時、名倉は高校生だったが、名倉はおニャン子クラブに対して全く興味が無かった上、フジテレビ系列で放送されていた『夕やけニャンニャン』もほとんど見ていなかったため、おニャン子クラブに関してほとんど無知だった。このため妻の満里奈がかつておニャン子クラブのメンバーだったということにも、最初は全く気付いていなかった。『ネプリーグ』のコーナーであるファイブリーグでも、おニャン子クラブの代表曲である「セーラー服を脱がさないで」の「セーラー服」を解答する問題で間違えている。
- 結婚記者会見の前日に会見のホテルに夫婦で離れた部屋に前泊し、あえて記者の目に触れないために会わないでいたものの、満里奈が不安で部屋を訪れ、2人でワインを飲んでから満里奈を部屋に帰した。
- インスタグラムでは、互いに親密な写真を載せている。結婚記念日には写真を撮影し、結婚式で着たドレスと共に写真をアップロードし、バッグと手紙をプレゼントしたことを明かしている。夫婦で写真を撮る際には、必ず2人で密接して映っている。
- 番組収録後にはすぐに帰宅することが共演者から語られるほどの愛妻家である[13]。『しゃべくり007』にて「本当にすぐ帰るのか?」を検証されたこともあった。
- 長男は野球、長女は馬術を習っており、長女は賞を取るほどの腕前。

### その他
- 食べ物に好き嫌いはほとんどないが、苦味の強い野菜スティックや香草は苦手としている。特にパクチーおよびパクチーの入った料理が苦手で、タイ料理の代表的なスープトムヤムクンは調理段階からパクチーを取り除いてもらわないと食べられない。
- 読書家で、週刊プレイボーイに書評コラム「名倉潤の勝手に読みツッコミ!!」を連載していた。また、藤原正彦の『国家の品格』を愛読している。
- 芸能界きってのメジャーリーグ好きで知られている[14]。日本のプロ野球は、チーム名が阪急ブレーブス時代からのオリックス・バファローズ（旧オリックス・ブルーウェーブ）のファンである。
- 爆笑問題の太田光は『ボキャブラ天国』時代に、当時から奇行が目立ち、さらには毎週トップだった爆笑問題に嫉妬している芸人が多いため、太田が楽屋の電気を急に消すなどの奇行を無視していたが、名倉潤とくりぃむしちゅーの上田晋也だけは、「消すんかい!」や「なんでやねん!」と太田の奇行にツッコミを入れており、おしゃべりな太田の話もきちんと聞いていた。『ボキャブラ天国』の放送終了後、皮肉にも太田を無視していた芸人のほとんどが、芸人を辞めたり、鳴かず飛ばずであったが、太田の奇行に構っていたネプチューンやくりぃむしちゅーは大成し、多くの冠番組を持っている。

## 出演
名倉潤個人としての出演番組・作品を記載。
ネプチューンとしての出演番組・作品はネプチューンの出演の項目を参照。

### 現在レギュラー番組
- 『解禁!暴露ナイト』シリーズ（2012年10月 - 、テレビ東京）
  - 解禁!暴露ナイト
  - 〜裏ネタワイド〜 DEEPナイト
  - ヨソで言わんとい亭〜ココだけの話が聞ける（秘）料亭〜
  - じっくり聞いタロウ〜スター近況（秘）報告〜

### 過去
- えぐら開運堂（テレビ東京系、2003年10月3日 - 2005年9月30日）
- 爆笑問題のバク天!（TBS系、2003年10月25日 - 2006年3月4日）
- クエス・ファイブ（テレビ東京系、2004年4月19日 - 2004年8月23日）
- サイコラッ!（テレビ東京系、2005年10月5日 - 2006年3月29日）
- 神経質バラエティー 心配さん（テレビ東京系、2006年4月5日 - 2007年3月28日）
- ツボ屋与兵衛（日本テレビ系、2006年4月15日 - 9月30日）
- GOOD LOOKIN′CLUB（日本テレビ系、2006年10月7日 - 2007年9月29日）
- 21世紀エジソン（TBS系、2007年10月9日 - 2008年9月23日）
- オトナの資格（日本テレビ系、2007年10月13日 - 2008年3月29日）
- 一攫千金!日本ルー列島（フジテレビ系、2008年4月11日 - 2009年2月6日）
  - ホンネの殿堂!!紳助にはわかるまいっ（フジテレビ系、2009年5月1日 - 2010年9月24日）
- くだまき八兵衛（テレビ東京系、2010年4月15日 - 12月23日）
  - くだまき八兵衛X（テレビ東京、	2011年1月6日 - 2012年9月27日、毎週木曜 24:12 - 24:53）
- 新感覚ゲーム クエスタ（NHK総合、毎週木曜 20:00 - 20:43、2010年4月1日 - 2011年4月14日） - 司会
- ワールドスポーツMLB（NHK BS1、2016年4月 - 10月）

### 単発・不定期
- コミュかん（ニューカマーズ内で放送、フジテレビ系、2007年5月6日）
- 超!高!凄!旨!これ見れば1000%完全攻略東京スカイツリーSP（TBS） - 社長
- テレ東がコント作っちゃいました〜ふ〜ん、それがどうした！〜（テレビ東京系） - 座長
- 世界の秘境で大発見!日本食堂（テレビ東京系）
- 体感!奇跡のリアルタイム（読売テレビ制作・日本テレビ系、2014年 - 2019年）
- 隣のトラブルモンスター（テレビ東京系）

### テレビドラマ
- もっとあぶない刑事 第22話（日本テレビ、1989年3月10日） - エキストラ出演
- 世にも奇妙な物語 冬の特別編「言葉の戦争」（フジテレビ、1994年1月6日） - エキストラ出演
- リモート（日本テレビ、2002年10月12日 - 12月14日） - 太田黒祐介 役
- テレビ朝日開局45周年記念スペシャルドラマ・弟（テレビ朝日、2004年11月17日、18日） - 石原潔の部下役
- 2006春のヒューマンドラマスペシャル「さいごの約束」（フジテレビ、2006年4月4日）
- ABC創立60周年記念スペシャルドラマ・境遇（朝日放送、2011年12月3日） - 下田俊幸 役
- 連続テレビ小説（NHK）
  - べっぴんさん（2016年10月3日 - 2017年4月1日） - 野上正蔵 役
  - おちょやん（2020年11月30日 - 2021年5月14日） - 岡田宗助 役[15]

### ビデオ
- みこすり半劇場2（ジュンカッツ当時、1993年）バカルディ、ホンジャマカ、デンジャラスと共演

### CM
- 新潟テレサービス（ジュンカッツ当時、1993年頃）
- サントリー食品インターナショナル
  - 「ビタミンウォーター」
    - 2人そっくり 篇（2006年11月18日 - ） - 波田陽区、速水もこみちと共演
    - 波田変わらず 篇（2006年11月25日 - ） - 波田陽区、速水もこみちと共演

  - 伊右衛門 名倉夫妻の実感 篇（2013年5月 - ） - 渡辺満里奈との夫婦共演
- 大塚チルド食品 野菜の戦士（2007年9月 - ） - 渡辺満里奈との夫婦初共演
- アンテポスト クラウドキャッチャー「10回クイズ」篇（2017年2月20日 - ） - 戸畑心と共演・静岡エリア[16]
- ブランジスタエール「ACCEL JAPAN」（2022年10月 - ） - アンバサダー